# Вілямовиці-Ниські
Вілямовиці-Ниські (пол. Wilamowice Nyskie) — село в Польщі, у гміні Ґлухолази Ниського повіту Опольського воєводства.
Населення — 223 особи (2011).

## Демографія
Демографічна структура станом на 31 березня 2011 року:
|          | Загалом | Допрацездатний вік | Працездатний вік | Постпрацездатний вік |
| -------- | ------- | ------------------ | ---------------- | -------------------- |
| Чоловіки | 105     | 21                 | 72               | 12                   |
| Жінки    | 118     | 21                 | 71               | 26                   |
| Разом    | 223     | 42                 | 143              | 38                   |